# هوتیای درختی ایسلا دلا خوونتود
هوتیای درختی ایسلا دلا خوونتود (نام علمی: Mysateles meridionalis) نام یک گونه از تیره هوتیا است.